# Phare de Mellumplate
Le phare de Mellumplate (en allemand : Leuchtturm Mellumplate) est un phare actif situé au nord de l'îlot de Mellum (arrondissement de Frise - Basse-Saxe), en Allemagne.
Il est géré par la WSV de Wilhelmshaven .

## Histoire
Le phare de Mellumplate  a été construit entre 1939 et 1942 au nord-ouest de l'îlot de Mellum et à l'ouest de Minsener Oog. Le bâtiment a été conçu durant la Seconde Guerre mondiale, en tant que batterie de canons antiaériens avec des soldats stationnés dans la tour. Après la guerre, la tour reçut une lanterne pour remplacer le bateau-phare Minsener Sand et le phare fut occupé par des gardiens jusqu'en 1973. Il devint, à cette date, entièrement automatisé.
La tour est montée sur un caisson en béton armé cylindrique préfabriqué, surmontée d'un bâtiment quadrangulaire en béton armé de 7 étages. La tour est immergée à 23 m de profondeur. En 1968, le bâtiment a été recouvert d'un revêtement en aluminium et d'une piste d'atterrissage pour hélicoptère. Depuis 2005, l'hélipad n'est plus utilisé et le quai a été rénové pour recevoir un bateau de maintenance.
Le phare, situé à environ 6 km à l'est de Schillig marque l'entrée peu profonde du chenal dans la baie de Jade.

## Description
Le phare  est une tour quadrangulaire en maçonnerie recouvert de plaque d'aluminium de 29 m de haut, avec galerie et lanterne, montée sur une base circulaire immergée. La tour est peinte en rouge avec une bande blanche.
Ce feu à secteurs directionnel, à une hauteur focale de 28 m, émet une lumière blanche continue dans la ligne du chenal. Les navires légèrement au sud du chenal voient un flash court et long toutes les 7,5 secondes (en code Morse international A) et ceux plus au sud voient un flash unique par période de 4 secondes. Les navires légèrement au nord du chenal voient un long et un flash court toutes les 7,5 secondes (en code Morse international N) et ceux plus au nord voient quatre flashes blancs toutes les 15 secondes. Sa portée est de 24 milles nautiques (environ 44 km).
Identifiant : ARLHS : FED-017 - Amirauté : B1122 - NGA : 10316.

## Caractéristiques dufeu maritime
Fréquence : 4 secondes (W) 1-3
Fréquence : 15 secondes (W-W-W-W) 1-2,1-2,1-2,1-5
|                             |
| Les îles de Frise orientale |

|                         |
| Le phare (vue aérienne) |

|          |
| Le phare |

### Lien connexe
- Liste des phares en Allemagne